# Sprite
Sprite je popularno gazirano bezalkoholno piće na bazi limuna i limete koje proizvodi američka tvrtka The Coca-Cola Company. Sprite je između ostalih vrlo sličan 7 Up-u, Sierra Mist-u i Mountain Dew-u.
Prvi se put pojavljuje na američkom tržištu 1961. godine kao uvoz iz Njemačke pod imenom "Fanta Klare Zitrone". Godine 1980. dobiva današnje ime.
Sprite se prodavao u zeleno-plavim limenkama i prozirnim zelenim bocama. Današnje limenke su metalik boje s novim Sprite znakom.
Sprite se prodaje u preko 190 zemalja. Na hrvatskom tržištu je od 1992. godine.

## Vanjske poveznice
- Službena stranica (engl.)